# لورتشا/لاوركسا
بلدية لورتشا/ل'أوركسا (بالإسبانية: Lorcha)‏ (بالفالنسية:L'Orxa), هي بلدية تقع في مقاطعة اليكانتي. جنوب شرق إسبانيا. يبلغ عدد سكانها 743 نسمة.